# 기아 아벨라
기아 아벨라(Kia Avella)는 1994년 3월부터 1999년 11월까지 기아자동차가 생산한 소형차로, 프로젝트명은 WB이다. 현재는 단종되었고 남은 중고차들도 수출로 인해 국내에서 보기는 매우 힘들다. 참고로, Avella란 명칭은 라틴어 'Abella'에서 유래하였다. 또한 Avella란 지명은 이탈리아의 지명에서 따왔다.

## 1세대(WB)

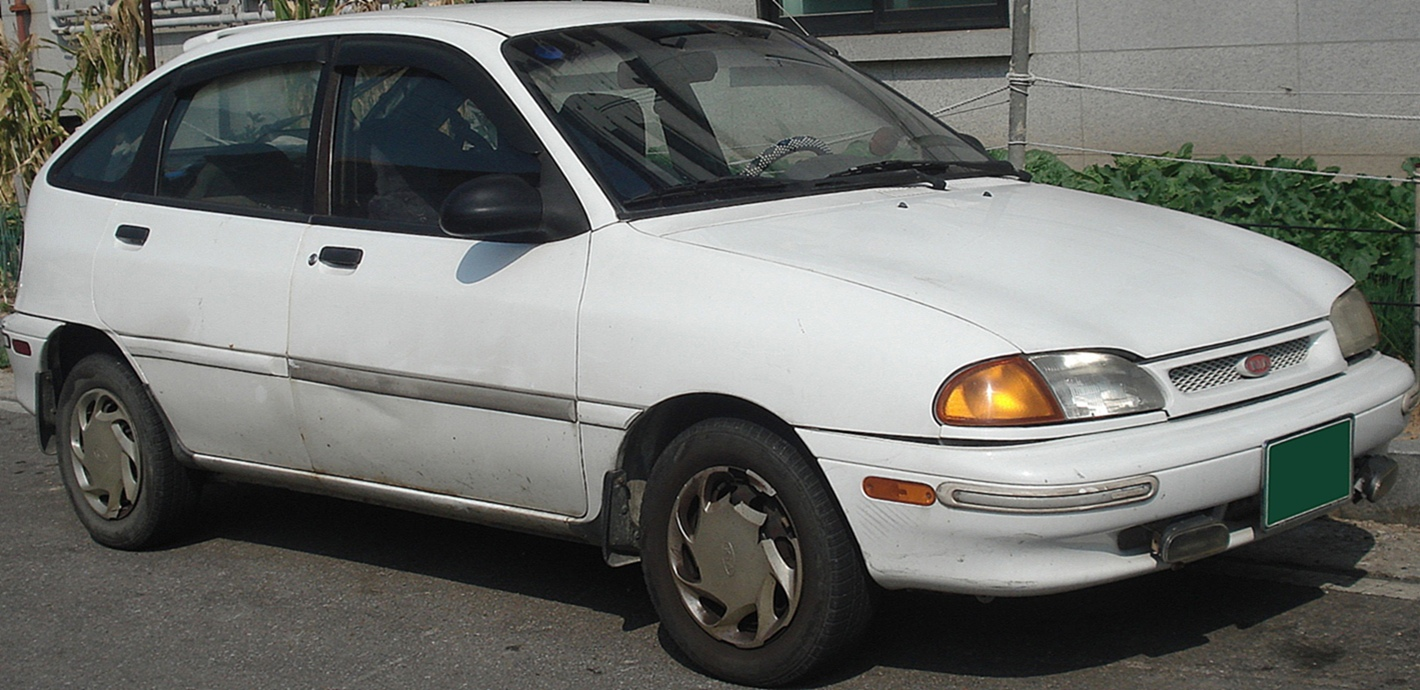
기아 아벨라 (전기형) 정측면

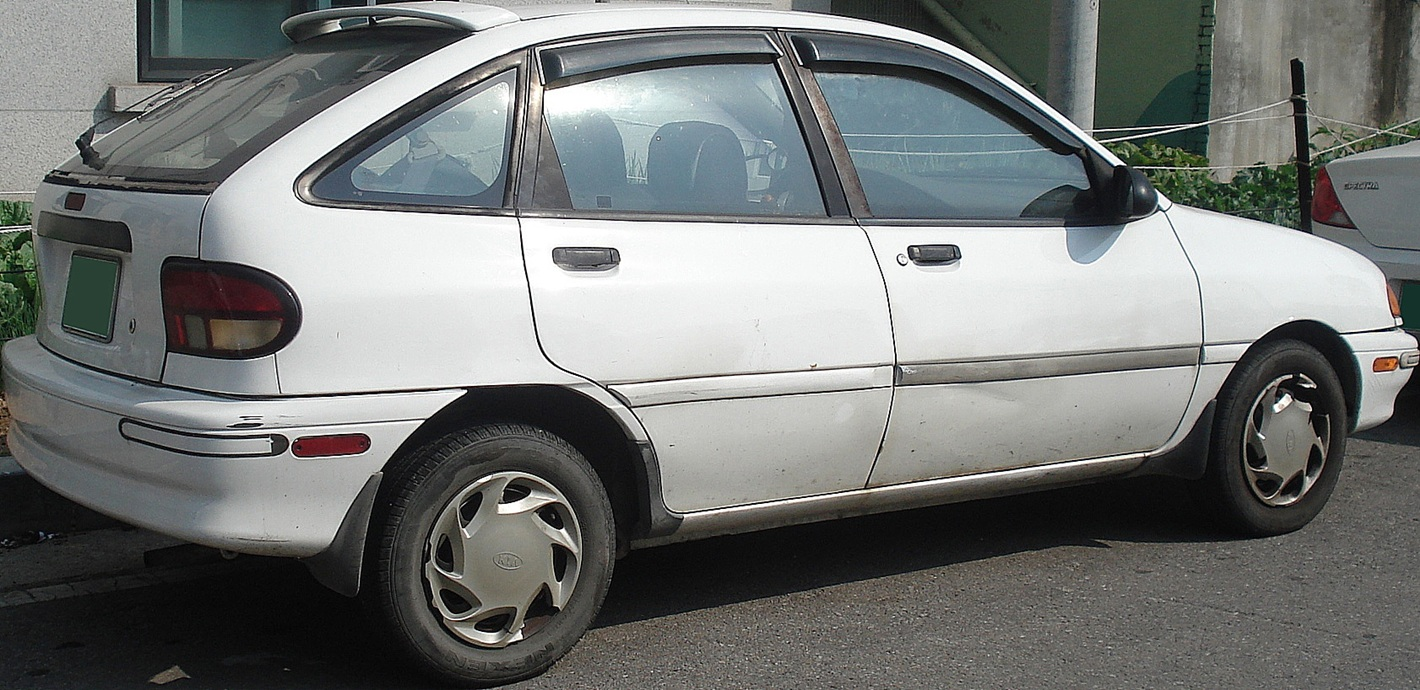
기아 아벨라 (전기형) 후측면

당초 프라이드의 후속 차종으로 개발되었으나, 프라이드가 꾸준히 판매됨에 따라 고급 소형차로 출시되어 프라이드와 세피아 사이에 위치하게 되었다. 따라서 프라이드도 병행 생산되었다. 프라이드(1세대)처럼 대한민국의 기아자동차가 생산을, 미국의 포드가 판매를, 일본의 마쓰다가 설계를 맡아 3사가 공동으로 개발한 월드 카였다. 기존 프라이드의 차체와 달리 아벨라의 차체는 경쟁차종인 현대 엑센트와 마찬가지로 직선이 아닌 곡선 위주로 디자인되었다. 1994년 3월 29일에 출시되었고, 1995년 2월 21일에는 파워 안테나가 신규 적용과 동시에 위치를 운전석 A 필러 근처에서 조수석 전방 펜더 근처로 이동했고, 앞 범퍼와 라디에이터 그릴이 일체형으로 바뀌어 산뜻한 느낌을 더했다. 출시 당시에는 3도어 해치백과 5도어 해치백만 있었으나, 1995년 9월 21일에는 4도어 세단을 선호하는 대한민국 시장을 위해 델타라는 서브 네임이 붙은 4도어 세단이 새로 선보였다. 1996년 9월 1일에 3도어 해치백과 5도어 해치백은 페이스 리프트를 거쳤다. 1997년 10월 1일에 3도어 해치백이 단종되고, 4도어 세단(델타)이 페이스 리프트를 거쳐 차명이 아벨라 델타에서 델타로 개명됨과 동시에 4도어 세단이 기본형이 되고, 1998년 5도어 해치백도 페이스 리프트를 거쳐 델타라는 서브 네임이 붙어져 판매되었다.  1999년 11월 8일 후속 차종인 리오가 출시되어서 단종되었다.

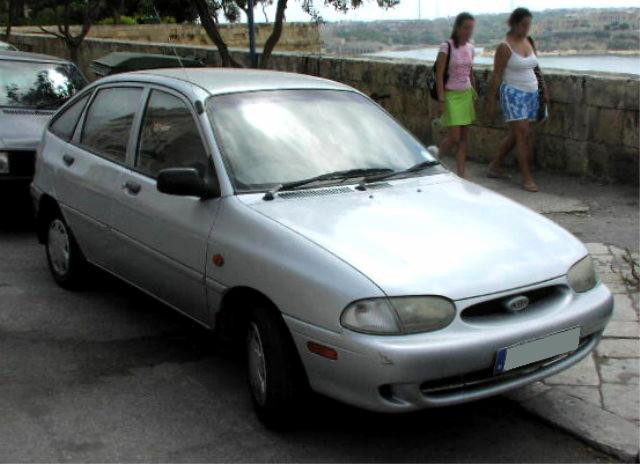
기아 아벨라 (후기형) 정측면
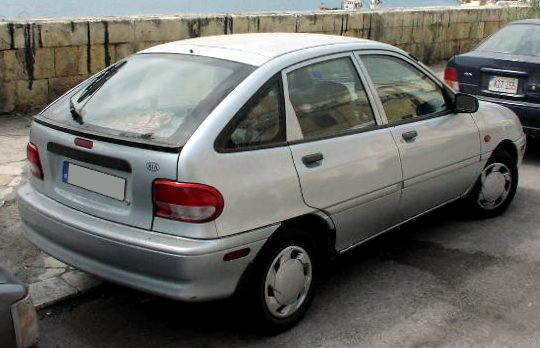
기아 아벨라 (후기형) 후측면
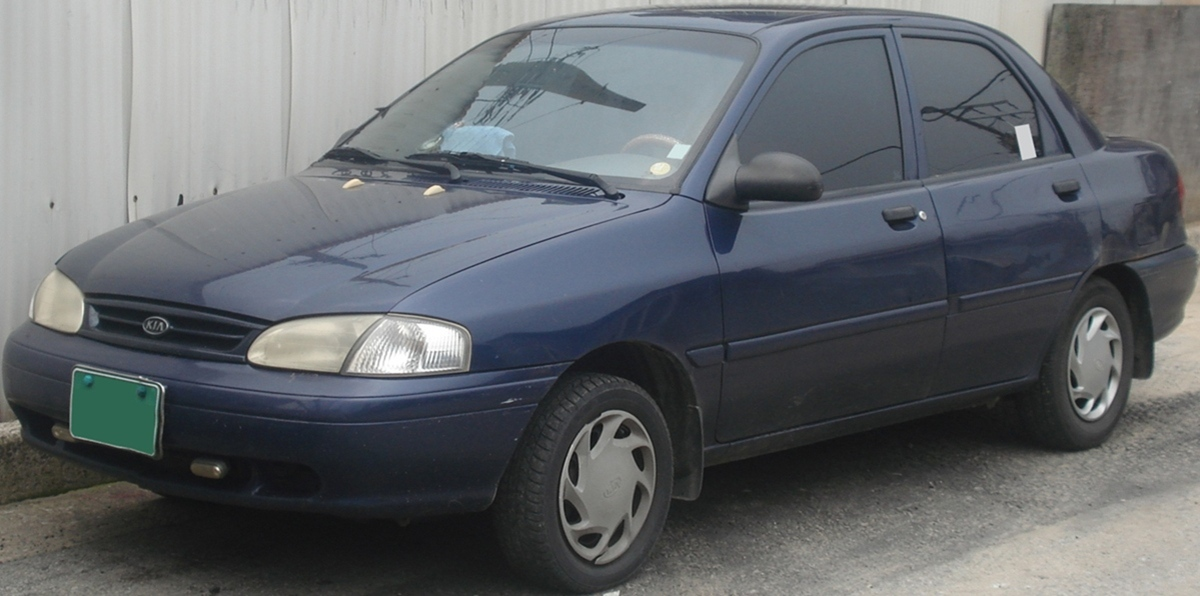
기아 아벨라 델타 (전기형) 정측면
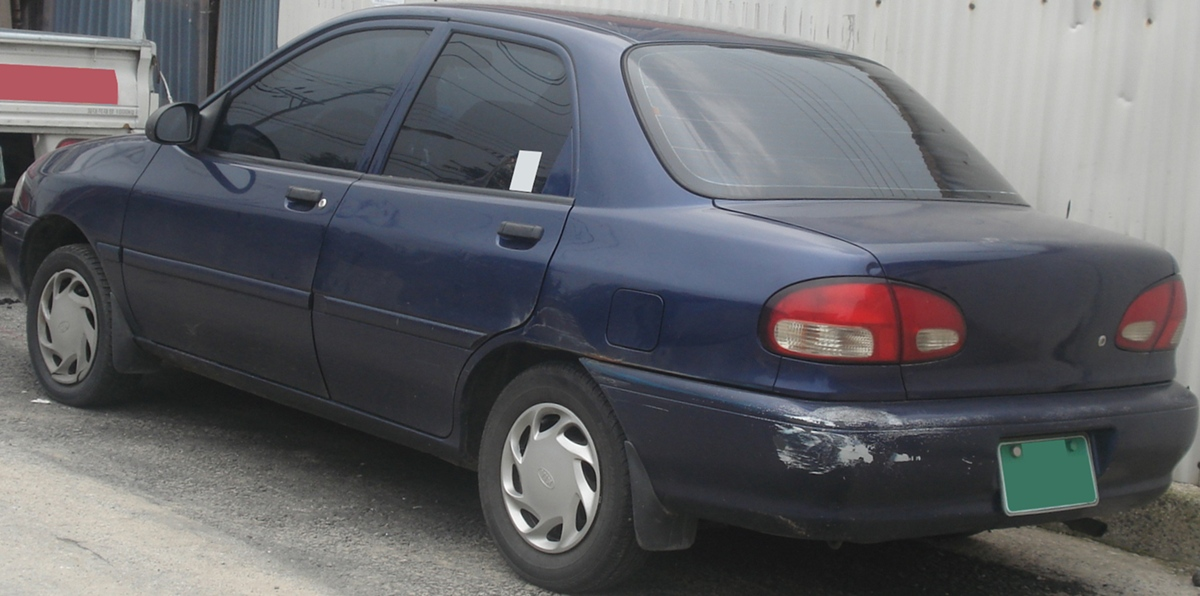
기아 아벨라 델타 (전기형) 후측면
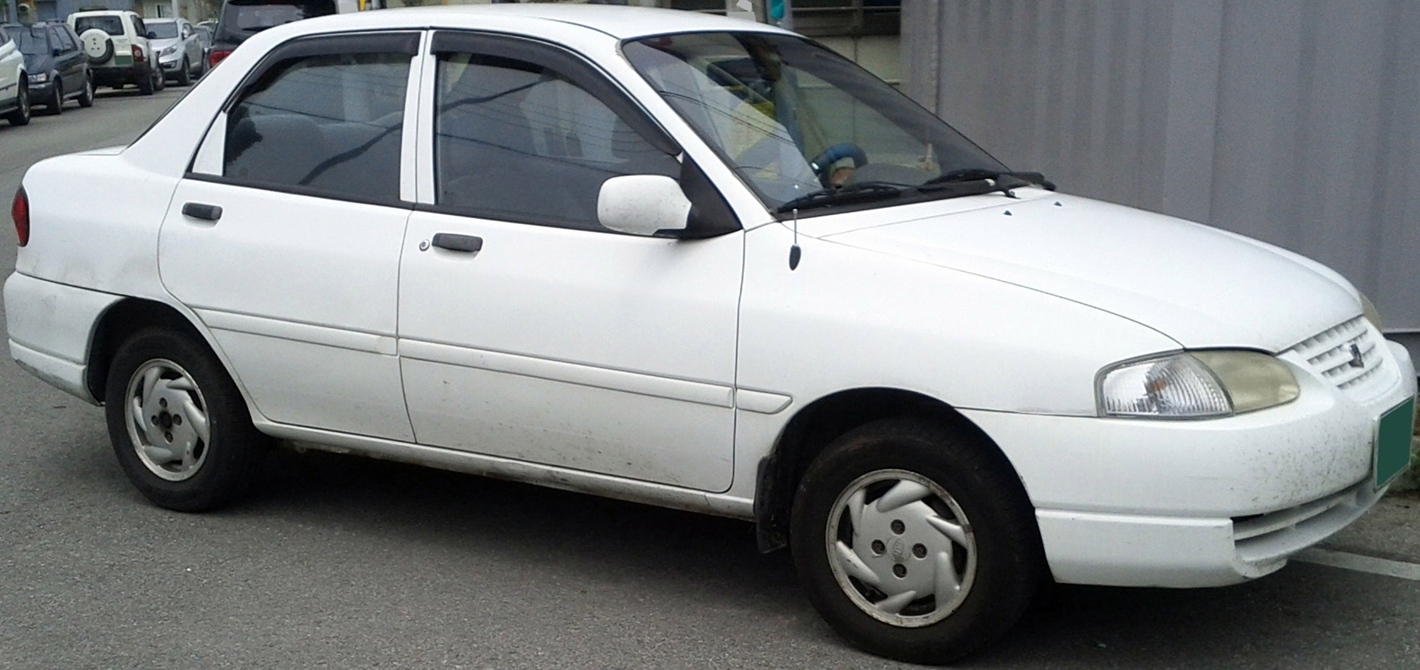
기아 델타 (후기형) 정측면
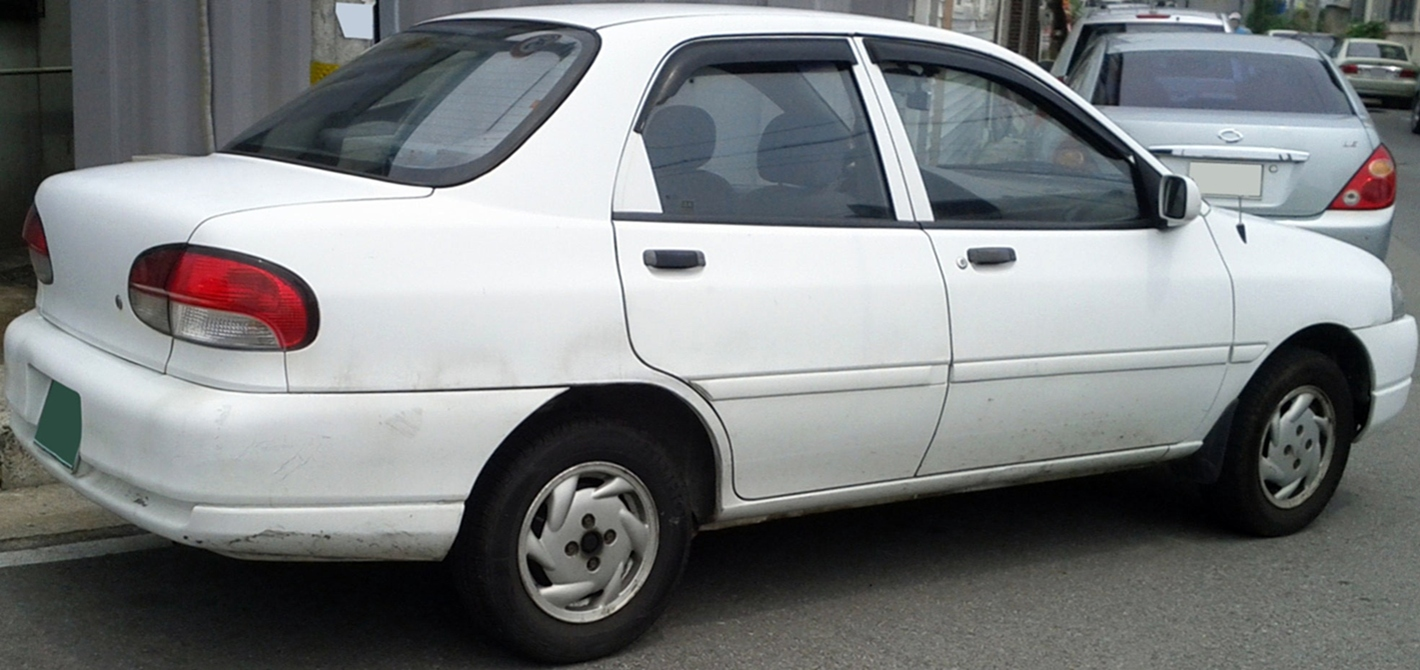
기아 델타 (후기형) 후측면

## 제원
- 전장(mm) : 3,880(3도어)/4,165(4도어)/3,975(5도어)
- 전폭(mm) : 1,665
- 전고(mm) : 1,450
- 축거(mm) : 2,310(3도어)/2,390(4도어, 5도어)
- 윤거(전, mm) : 1,420
- 윤거(후, mm) : 1,400
- 승차정원 : 5명
- 서스펜션(전/후) : 맥퍼슨 스트럿/토션 빔
- 브레이크(전/후) : V디스크/드럼
- 구동형식 : 전륜 구동

| 구분               | 1.3ℓ SOHC                                                   | 1.5ℓ SOHC                                         | 1.5ℓ DOHC                             |
| ------------------ | ----------------------------------------------------------- | ------------------------------------------------- | ------------------------------------- |
| 연료               | 가솔린                                                      | 가솔린                                            | 가솔린                                |
| 배기량(cc)         | 1,323                                                       | 1,498                                             | 1,498                                 |
| 최고출력(ps/rpm)   | 73/5,500 (이후 70/5,500으로 변경)                           | 92/5,500 (이후 90/5,500으로 변경)                 | 105/5,500 (이후 100/5,500으로 변경)   |
| 최대토크(kg*m/rpm) | 13.5/3,000 (이후 12.0/3,000으로 변경)                       | 15.0/2,500 (이후 13.5/2,500, 12.0/2,500으로 변경) | 14.0/4,000 (이후 15.0/4,000으로 변경) |
| 연비(km/l)         | 17.6(수동 5단)/ 14.5(자동 3단) (이후 14.5(자동 4단)로 변경) | 16.4(수동 5단)/ 13.9(자동 4단)                    | 16.9(수동 5단)/ 13.9(자동 4단)        |